# Radio Aktive Project
Radio Aktive Project（レディオ・アクティブ・プロジェクト）は、日本のヒップホップユニット。略称はR.A.P。所属レコード会社はアトミック・レコーズ(Atomik Records)。2006年結成。

## メンバー
- K DUB SHINE（MC）
- DJ OASIS（MC兼プロデューサー）

## 概要
ヒップホップグループ、キングギドラ（現:KGDR）のメンバーであるK DUB SHINEとDJ OASISがキングギドラのコンセプトを踏襲したユニットである。ユニット名にある“radio aktive”は、「放射能をもった、放射能による」を意味する“radioactive”を捩ったもので、音が耳から脳へ届くプロセスを被曝に例えた事に由来する。2011年以降はキングギドラの再結成もあり、グループ名義での活動は行われていないが、DJ OASISがK DUB SHINEのバックDJのため、実質二人での活動はしている。

## 「そりゃあないよ」を巡る出来事
楽曲「そりゃあないよ」にて、MVにおいてそれらしきグループをパロディーして殴ったり縄で縛ったりしていた上、DJ OASISのリリックの内容から、m-floに対するDISではないかとする見方が流れた。その後m-flo loves Crystal Kayの楽曲である「Love Don't Cry」がリリースされると、歌詞の内容や、この曲のMVでの色の使い方が『そりゃあないよ』のMVのそれと似通っていたことなどから、これがアンサーであると解釈した一部のファンにより双方のブログが炎上する事態にまで発展。さらにDJ OASISの名を騙りVERBALのブログに書き込みをした人物がいた。この二つの要因があり、DJ OASISがブログのファンによるコメント書き込みでその事を知り、興味を示す。その後DJ OASISが直接VERBAL側とコンタクトを取ったが、VERBALは自身のBブログにてアンサー説を否定した。DJ OASISも、「特定のグループを批判したわけではない」と話している。この曲のMVを撮影する際、K DUB SHINEが女性ダンサーの衣装に触れてしまったことでダンサー側と険悪な雰囲気になり、撮影は一時暗礁に乗り上げたという逸話が『第三会議室』で公表されている。

## ディスコグラフィー

### シングル
1. そりゃぁないよ（2006年12月13日） アトミックボム・レコーズ/BBMC
  - 11月22日にリリース予定が直前で延期、11月29日からiTunes Store等での先行配信を行った（現在は削除されている）。
  - A面にはタイトルである「そりゃぁないよ」ではなく、「ウチの feat. JUN-GMC」が収録されている。

### アルバム
1. neworlder （2009年5月27日） アトミック・レコーズ/ドワンゴ・ミュージックパブリッシング

### iTunes Store
1. R.A.P. （2008年8月27日）
  - レコチョクでも配信。